# 井上春忠
井上 春忠（いのうえ はるただ）は、戦国時代から江戸時代初期にかけての武将。毛利氏、小早川氏の家臣。父は不明だが、『閥閲録』巻52「井上源三郎」に収録された家譜に拠ると養父は井上俊秀。子に井上景貞らがいる。

## 生涯

### 安芸井上氏粛清
生年や父は不明だが、信濃源氏の流れを汲むとされる信濃井上氏の同族である安芸井上氏に生まれる。『閥閲録』巻52「井上源三郎」の家譜によると、室町期の安芸井上氏の一族とされる井上資明の嫡裔（嫡流の子孫）で井上俊秀の養子と記されている。また、諱の「春」の字は吉川元春からの偏諱である可能性がある。
天文19年（1550年）7月12日、毛利元就による安芸井上氏粛清の手始めとして、安芸国高田郡竹原（高原）に誘い出された井上元有が小早川隆景によって殺害された。翌7月13日には吉田郡山城に呼び出された井上就兼が元就の命を受けた桂就延によって討たれ、時を同じくして元就の命を受けた福原貞俊と桂元澄が安芸井上氏惣領の井上元兼の屋敷を襲撃して元兼とその次男・井上就澄を自害に追い込み、さらに井上元有の長男・井上与四郎、元有の弟・井上元重、元重の子・井上就義らも各々の居宅において殺害された。
この粛清では多くの安芸井上氏の人物やその与党が討たれている一方で、毛利元就の妹婿である井上元光のように粛清対象外であった人物や、不在だったことで粛清を免れる人物が何人もいた。春忠は粛清が行われた際には堺に滞在していたことで粛清を免れており、吉田において安芸井上氏の粛清を見聞した安芸井上氏の一族と考えられている「あはい」という女性から安芸井上氏粛清の様子を知らせる書状を送られ、合わせて「堺から安芸国に下向してはいけない」との忠告を受けている。なお、春忠が堺にいたことを示す書状は同じく粛清を免れている井上就正（孫兵衛）の家に伝来しており、井上就正もこの時に堺にいた可能性が指摘されている。

### 小早川隆景に仕える
天文20年（1551年）10月13日に毛利元就の三男で竹原小早川氏当主であった小早川隆景が高山城に入城して沼田小早川氏を相続した際に、春忠や鵜飼元辰をはじめとして隆景側近の重臣となっていく人物が隆景に仕え始める。
天文22年（1553年）、大内方から離反した江田隆連の居城・旗返城の支城である高杉城攻めで隆景に従って出陣しており、7月23日の城攻めで城将の祝甲斐守・治部大輔父子が戦死して高杉城は陥落したが、この時の戦いで春忠は左手の指を負傷するも敵将の馬屋原右衛門尉を討ち取り、8月2日に隆景から感状を与えられた。
天文23年（1554年）9月29日の安芸国能美島での合戦において敵兵1人を討ち取り、10月21日に隆景から感状を与えられる。
天文24年（1555年）、陶晴賢に味方した野間隆実の矢野城攻略に従軍し、4月11日の出城の明神山砦攻略で吉川元春配下の森脇春方と共に明神山への一番乗りを果たし、敵兵の首級を得た。また、同年10月1日の厳島の戦いにおいても陶軍の敵兵の首級1つを挙げ、10月20日に隆景から感状を与えられている。
永禄4年（1561年）3月、毛利元就・隆元父子らが小早川隆景の居城である新高山城を訪問した際、3月27日に元就は春忠の私宅に宿泊し、隆景相伴のもとで春忠の饗応を受けている。このことから春忠が隆景側近の筆頭格で、元就ともこれ以前から昵懇であったことが窺われる。
同年に毛利氏が豊前国に出兵した際に春忠も従軍しているが、同年10月10日に比定される児玉就方の首注文の宛所が春忠で元就の袖判が据えられていることから、この時の豊前出兵で春忠は元就の側近の役割を担っていたと考えられている。しかし、同じく従軍していた渡辺長に宛てた元就と隆元の連署状では「隆景被官井上又右衛門尉」、渡辺長の書状でも「沼田衆には井上又右衛門尉」と記されていることから、春忠が隆景の家臣から毛利氏家臣に戻ったわけではなく、隆景の家臣でありながら元就の側近の役割を務めていたことが分かる。一方で、隆景の奉行人としての活動が見られ始めるのも永禄4年（1561年）頃からで、この頃は岡就栄や桂景信との連署が多い。また、隆景の家中における序列が下位であったため永禄年間の初めには小早川氏の座配には現れていなかった春忠がこの頃の座配から表れ出し、序列は桂景信より下位で、岡就栄とほぼ同列となっている。
同年10月26日、大友軍が豊前国の門司城を攻撃すると小早川隆景が門司城の城兵を率いて迎え撃ち、海上の児玉就方が率いる毛利水軍の援護を受けて大友軍を撃退したが、この時の戦いで春忠も戦功を立てている。
永禄5年（1562年）、毛利元就から本城常光の誅殺を命じられた吉川元春は久利盛勝、粟屋春由、二宮俊実、森脇春方らを派遣して、11月5日払暁に本城常光の陣所を襲撃。本陣に突入した二宮俊実が本城常光と格闘して組み伏せ首を掻こうとした際に小早川隆景配下の兵が到着し、本城常光を討ち取ろうと押し寄せて二宮俊実の刀を打ち落としてしまったため、二宮俊実は折しも到着した春忠に対し、本城常光の首級は春忠に渡すので押し寄せる小早川兵を引かせてほしいと要望した。春忠は二宮俊実の要望を受け入れて兵を引かせ、本城常光は二宮俊実によって討ち取られた。本城常光の首級を受け取った春忠は、元就による首実検に本城常光の首級を供えた。
永禄6年（1563年）頃から隆景の側近として奏者を務める機会が見られ始める。
永禄8年（1563年）4月17日、毛利軍による尼子氏の本拠・月山富田城に対する総攻撃において、春忠を含む小早川隆景の軍は菅谷口で尼子秀久や本田家吉の軍と交戦し勝利した。4月28日に元就は持久戦へと転じるために全軍に退却を命じ、小早川軍が殿軍を務めることとなったが、毛利軍の動向を察知して追撃を行った一部の尼子軍に対して春忠が真っ先に迎え撃ち、原弥四郎を討ち取った。
同年8月から10月にかけて尼子方の出雲白鹿城攻めに加わり、10月に城主の松田誠保が降伏を申し出ると、松田誠保配下の平野又右衛門を人質としてとる一方、白鹿城兵の希望により降伏が完了するまで、春忠が白鹿城に入城することとなった。
永禄9年（1564年）4月21日から毛利軍は月山富田城の攻撃を行うもなかなか城を攻め落とすことが出来ず、帰陣の際に城麓の出雲国能義郡中須において尼子軍の追撃を受けて苦戦したが、春忠が応戦して尼子軍の福間与一左衛門を討ち取る武功を挙げ、尼子軍の追撃を遁れることに成功した。
永禄10年（1567年）、翌年の永禄11年（1568年）4月の吉川元春と小早川隆景の伊予出兵に先立って、来島村上氏の村上吉継が守る伊予鳥坂城の救援のため、乃美宗勝や裳懸新右衛門らと共に出陣している。
永禄11年（1568年）の座配の序列では毛利氏からの家臣である桂景信が3位、岡就栄が12位、春忠が13位であるのに対し、小早川氏の譜代家臣である磯兼景道が4位、日名内慶岳が6位、真田景久が7位となっており、毛利氏出身者よりも小早川氏譜代家臣の奉行人の方が序列は上位にある。この時期の隆景家臣団の権力構造は、儀式等の序列では伝統を重視する一方で、政務の中枢には毛利氏出身者を配置し、とりわけ春忠や粟屋盛忠、飯田尊継といった側近層の台頭が見られ、隆景固有の権力基盤が形成されていった状況が窺われる。
永禄12年（1569年）8月19日付けで朝山日乗が織田氏の動向等を報じる書状の宛名の一人に春忠が含まれている。
同年、小早川隆景に従って北九州で大友軍と戦っていたが、大友宗麟の支援を受けた大内輝弘の周防国侵攻（大内輝弘の乱）により、10月15日夜に毛利軍主力は大内輝弘討伐のため立花山城から撤退を開始。撤退に当たっては春忠が終始並々ならぬ努力を払い、大友軍による追撃を防いだ。
元亀元年（1570年）、尼子再興軍の米原綱寛が守る高瀬城の攻撃することとなったが、高瀬城の守りが堅固であったことから毛利輝元は強襲を避け、高瀬城内が兵糧の欠乏で苦しむのを待つ持久策を取るために7月27日に稲薙を行った。稲薙が一段落し、毛利軍が撤退する際に高瀬城の尼子軍が追撃してきたが、小早川軍に属する春忠が応戦し、撃退した。
元亀2年（1571年）6月14日に毛利元就が死去すると、毛利家中において人心は動揺し、様々な流言雑説が流れており、その一例として毛利輝元に対し赤川元房のことを讒言する者がいた。赤川元房は輝元に釈明する前にまず春忠に内々に相談したが、相談を受けた春忠からそのことを上申された隆景は元亀3年（1572年）閏1月29日に赤川元房に書状を送り、「そのようなつまらない雑説を取り上げて輝元に釈明すればかえって事を荒立てる恐れがある。なおも雑説を申す者がいればいつでも春忠を遣わすので、夜中であってもお知らせ願いたい」と伝えた。その後、赤川元房についての雑説を知った輝元は密かに元房に対して懇ろに言葉をかけ、赤川元房についての噂は静まったため、同年2月6日に隆景は赤川元房に書状を送り、事態が収束したことについて慶賀の辞を述べている。

### 織田氏との戦い
天正元年（1573年）、織田信長と足利義昭の調停実現のために隆景の意向を受けた安国寺恵瓊が上洛し、織田側の羽柴秀吉と朝山日乗と共に堺で足利義昭と協議したが、義昭が信長に人質を要求する等、無理な条件を提示したことで調停はまとまらなかった。恵瓊が調停の協議を終えて安芸国に帰国する途中の12月12日に備前国岡山で春忠と吉川氏家臣の山県就次に宛てて協議内容の詳細を報告する書状を送っているが、この時の書状が「信長の代は5年3年は持ちたるべく候。明年辺りは公家などに成らるべく候かと見及び候。左候て後高ころびあをのけにころばれ候ずると見え申し候。藤吉郎さりとてはの者にて候」という文章で知られる書状である。
天正4年（1576年）1月28日、毛利輝元から備中国猿掛領内の四十瀬30貫と打田35貫を預け置かれる。
同年に石山本願寺から兵糧補給要請を受けた毛利輝元は、乃美宗勝と児玉就英を主将とし、その他に春忠、福間元明、村上元吉、村上吉充ら安芸・備後・伊予の水軍に700～800艘の警固船を率いて東航させ、同年6月には淡路国津名郡岩屋を占拠して十分に準備を整えた後の7月12日に岩屋を出発し、和泉国和泉郡貝塚で雑賀衆と合流し、翌7月13日に堺や住吉を経て木津川口において織田氏配下の水軍と激突。同日夜から翌7月14日朝にかけての激戦において焙烙を多用した毛利水軍の攻撃により織田水軍は壊滅し、無事に石山本願寺に兵糧を運び込むことに成功した（第一次木津川口の戦い）。7月15日には木梨元恒、村上吉充、生口景守、児玉就英、富川秀安（宇喜多氏家臣）、村上武満、粟屋元如、井上春忠、包久景勝、桑原元勝、村上景広、香川広景、村上吉継、乃美宗勝、村上元吉の15名による連名で児玉元良、児玉春種、岡就栄に対し、木津川口の戦いについての報告をしている。足利義昭は木津川口での毛利方の勝利を「西国移座始勝利」として、同年10月15日に輝元と隆景を通じて乃美宗勝、児玉就英、春忠の木津川口における戦功を賞した。
同年10月24日に春忠の同族で同じく隆景に仕える井上利宅が死去すると、10月26日に利宅の嫡男である井上景家が若年であることから力添えすることを隆景から命じられる。
天正5年（1577年）5月22日、桂景信、岡就栄、磯兼景道、河内凞資と共に、毛利氏家臣の国貞景氏に備中国賀陽郡八田部郷、刑部郷、阿宗郷の銭6貫15文の田畠の坪付を発給する。
同年7月、織田氏との抗争における必要性により、毛利氏は三好方から毛利方に転向した讃岐元吉城主・三好長安への援軍として児玉就英、冷泉元満、村上元吉、乃美宗勝、春忠らを派遣し、元吉城の普請等にあたらせたが、閏7月20日早朝から長尾氏、羽床氏、安富氏、香西氏、田村氏、三好安芸守ら三好方の讃岐惣国衆が元吉城を攻撃したため、乃美宗勝、児玉就英、春忠、村上元吉らの水軍が元吉城の向かいにある摺臼山に急行し、元吉城下における合戦で三好軍に勝利した（元吉合戦）。
天正9年（1581年）10月20日、備中高松城の清水宗治に対し、毛利氏と織田氏の境目の守備についての指示を伝える。
天正10年（1582年）4月17日、羽柴・宇喜多連合軍の攻撃により同年3月17日に冠山城が陥落した際に負傷しつつも無事に服部城に退却した禰屋親光の武功を称え、その武功話を聞きたいと伝える書状を送っている。
同年、周防国玖珂郡由宇における兵糧調達や所領支配において横見景俊や鵜飼元辰と共に奉行人を務めた。
天正11年（1583年）、毛利氏と織田氏との領境決定のために、羽柴秀吉が蜂須賀正勝と黒田孝高を備前国岡山に派遣し、一方の毛利氏では、毛利輝元が渡辺長と児玉元良を、吉川元春が児玉春種を、そして小早川隆景は春忠を岡山に派遣して共同で交渉に当たらせている。
天正12年（1584年）1月12日、蜂須賀正勝や黒田孝高と毛利・織田間の境目の諸城引き渡しの交渉に当たっていた安国寺恵瓊が、児玉元良、児玉春種、春忠に対して書状を送り、正月を返上してでも秀吉との対決を避ける決断を促すよう毛利輝元、吉川元春、小早川隆景に対して相談してほしい旨を伝えている。
天正13年（1585年）1月、前年末に徳川家康との和睦を成立させた秀吉は、蜂須賀正勝と黒田孝高を通じて春忠に対し、夏に長宗我部氏を討つために四国攻めを行うので毛利氏に先鋒を命ずると共に、その働きによっては伊予国と土佐国を与える内意がある旨を伝えた。同年6月末から8月にかけての四国攻めにおいて毛利輝元は本営を備後国三原に進め、隆景と吉川元長を大将として伊予国へ出陣させている。8月に長宗我部元親が降伏すると、閏8月に秀吉は長宗我部氏から没収した阿波国を蜂須賀家政に、讃岐国を仙石秀久に与え、そして伊予国35万石は隆景に与えて一国の仕置を行うことを命じた。
伊予国から安芸国に凱旋した隆景は、秀吉に謁見するために吉川元長と共に大坂へ上り、春忠も乃美宗勝と共に隆景に随従した。隆景らは同年12月20日には大坂城へ上り、秀吉の歓迎を受けて天守の案内まで受け、その後も滞在中に能楽や茶の湯の接待を受けた。

### 筑前入部
天正14年（1586年）2月30日、椋梨弘平・景良父子から給地貫目付を送られる。
天正15年（1587年）6月5日、日向国都於郡の陣中で病死する吉川元長が家督を弟の吉川経言（後の吉川広家）に譲る旨を、隆景の使者として毛利輝元に報告した。
同年6月25日に前年から始まった九州平定における功により隆景に筑前国が与えられると、隆景は筑前国名島を常時の居所とし、春忠、鵜飼元辰、桂景信、粟屋盛忠ら近臣・奉行衆も名島に常住し、「御奉行衆」として博多の復興や名島城城下町の整備を指揮した。また、寺社に対しては寺社領の報告を求め、筑前国に所在する各寺社領の安堵を行っており、9月24日には承天寺と聖福寺、10月16日に太宰府天満宮、12月3日に宗像大社の寺社領を春忠の名義で安堵している。さらに同年に筑前国怡土郡の雷山大悲王院や御笠郡の横岳山崇福寺といった寺社領や中小領主領における土貢を確定する作業において鵜飼元辰や桂景種と共に奉行人を務めた。
また、太宰府天満宮宮司家の大鳥居信寛は秀吉による九州平定が終わる前から既に安国寺恵瓊や大谷吉継といった豊臣政権の要人に社領の安堵を求めていたが、結局は豊臣政権からは安堵を受けられず、筑前国に入部した隆景から200町の社領の安堵を得た。しかし、大鳥居信寛はそれに満足せず、安国寺恵瓊の推挙状をもって神領の出入りについて春忠に陳情を行っており、恵瓊の推挙があったことから春忠も一度は隆景に取り次いだが、隆景は曲事であるとして機嫌を悪くしたため、12月15日に春忠は「安国寺恵瓊の推挙があっても自分への訴えは迷惑であり、桂景種や鵜飼元辰を含めない形での隆景への披露は行えない」として大鳥居信寛の訴えを拒否している。
天正16年（1588年）7月、豊臣政権に臣従するために毛利輝元、小早川隆景、吉川広家が揃って上洛した際に、春忠も隆景に従って上洛した。同年8月9日付けで東大寺において作成された「毛利輝元上洛樽入目帳」の礼銭の項目に、安国寺恵瓊、国司元武、二宮就辰、榎本元吉、春忠、児玉元兼が1貫文、国司元蔵が300文、各人の取次が200文と記されている。
同年9月5日、豊臣秀長の招きにより、輝元が隆景や広家らを従えて大和郡山城を訪れると、安国寺恵瓊、細川藤孝、黒田孝高、大谷吉継も同席した盛大な饗宴が開かれ、毛利氏重臣の福原元俊、口羽春良、渡辺長、小早川氏重臣の春忠、吉川氏重臣の今田経高も末席の縁側に陪席を許された。
天正17年（1589年）から天正19年（1591年）までの毎年正月には、名島城で隆景、春忠、乃美宗勝、鵜飼元辰、桂景種、手嶋景繁らが交替で主催者となり、博多の商人である神屋宗湛を迎えて連日茶会が開催されたことが「宗湛日記」に記されている。この茶会には多くの隆景家臣だけでなく、毛利氏家臣や博多町衆の小山田寿才も参加しており、隆景家臣と博多町衆の交流の場となった。
天正19年（1591年）、桂景種や鵜飼元辰と共に打渡坪付に署名している。
天正20年（1592年）4月に文禄の役が始まり、隆景も秀吉から出陣を命じられると、乃美宗勝や奉行人の春忠、鵜飼元辰、桂景種らを伴って朝鮮半島に渡海し、文禄2年（1593年）9月に帰国するまで各地を転戦した。なお、隆景や春忠らが不在の筑前国では手嶋景繁を中心に宗近長勝、高尾盛吉、横見道貞らによって構成された「名島御留守居衆」が通常業務である筑前支配に加えて、朝鮮出兵の兵站補給を支える案件も処理していた。
文禄3年（1594年）7月までに羽柴秀俊（後の小早川秀秋）が隆景の養子となることが決定すると、文禄4年（1595年）2月頃から秀秋の家老である山口宗永が筑前国名島に赴いて筑前国統治の引き継ぎ事務の打ち合わせのために鵜飼元辰らと会合を重ねた。隆景も同年8月17日には伏見から名島に下向し、9月20日に名島で秀秋の一行を迎えて歓待した。その後、小早川氏家臣は隆景が備後国三原に連れて行く家臣と、秀秋の家臣となる家臣とに分けられることとなったが、春忠らのように元々毛利氏や小早川氏に仕えていた家臣達の多くは引き続き隆景に仕え、村上景親、清水景治、日野景幸、草苅重継らのように天正10年（1582年）以降に隆景に仕えた家臣達の多くは秀秋の家臣となった。
秀秋への引き継ぎを終えた隆景らは11月16日に名島を出発し、11月25日頃に三原へ到着した。なお、同年12月1日付けの秀吉の朱印状によると筑前国の鞍手郡の2万3000石余、宗像郡の2万5000石余、御牧郡の1000石余の合計5万150石が隆景に与えられている。
慶長元年（1596年）11月から三原城の門や櫓の大規模な再建工事が進められたが、隆景は作事奉行の国貞景氏や重臣の春忠と包久景相らに工事の進捗について何かと指示を出している。

### 隆景の死と毛利氏家中編入
慶長2年（1597年）2月8日に春忠の妻である齢巌祥永が死去。
さらに、同年6月12日に三原城において隆景が急死すると、隆景が有していた毛利氏領国内の約5万石と豊臣秀吉から与えられている筑前国内の約5万石の所領と遺臣たちの処遇についてが問題となり、秀吉の判断を仰ぐことが必要となった。この時、毛利輝元は隆景の遺領のうち毛利氏領国内の約5万石分をそのまま毛利氏の所領として編入すると共に、隆景の遺臣も毛利氏家中に編入することを秀吉に言上したと推測されており、7月16日に秀吉は遺領については輝元の言上通りにするが、遺臣については小早川秀秋の家臣とする意向を示した。隆景の遺臣を小早川秀秋の家臣とする秀吉の判断は、この頃秀秋が重臣の山口宗永との関係が悪化したことで、秀秋を支えて領国統治を担う人材を必要としていたためと考えられている。
これに対し、井上春忠・景貞父子、鵜飼元辰、末長景直、包久景相、粟屋景雄、桂景種の7名は12月6日に毛利元康に宛てて連署起請文を提出し、毛利氏家中への編入を要望した。この7名の内、末長・包久は旧小早川家系の、井上・鵜飼・粟屋・桂は旧毛利氏系の小早川氏家臣の代表格であり、毛利氏が秀吉と和睦する以前からの家臣の多くは沼田や竹原を中心とする毛利氏領国内に権益を有しており、小早川秀秋の家臣となるとその権益を失ってしまうことも毛利氏家中への編入を要望した理由と考えられている。
慶長3年（1598年）に小早川秀秋が筑前国と筑後国から越前国と加賀国へと移封される方針となると、秀秋が家臣に配分できる所領が減少し、隆景の遺臣の全てを受け入れる余裕はなくなった。一方で、隆景の毛利氏領国内と筑前国の隠居領からの収益で賄われていた隆景の家臣団を毛利氏領国内のみで賄うことは出来ず、専制化を進めて直轄地の増加を図っていた輝元も隆景の遺臣全てを受け入れることには消極的だった。そのため、この問題の解決には秀吉との調整が必要であったが、秀吉の病状が悪化して明確な判断を下すことが出来なかったことで問題解決は長引いた。
同年8月1日、秀吉の病状が一時回復したため開かれた諸大名を集めた能興行の場で、隆景の遺領と遺臣の問題についての秀吉の判断が下された。その判断では三原等の毛利氏領国内の隆景の遺領は吉川広家に与えられ、隆景の遺臣は吉川広家に代わって出雲国と石見国を与えられる毛利秀元の家臣として編入されることとなった。これは与えられる領地に見合った家臣数を持たない秀元家中への対応策であると共に、直轄地の減少を抑えたい輝元の意向に沿う裁定であったと推測されている。しかし、その後すぐに秀吉の病状が悪化すると、秀吉の死が近いことを察した吉川広家が長門国一国と隆景遺領の内の1万石程度を広島堪忍領として拝領すると共に残りの隆景遺領は秀元領となる予定の出雲国や石見国に所領を有していた輝元の馬廻衆の代替地にすることを提案するなど、秀吉の裁定を有名無実化する動きを見せ、8月18日に秀吉が死去すると秀吉の裁定は白紙化されてしまった。その後、隆景の遺臣は春忠を含む毛利氏家中に属した者、小早川秀秋に仕えた者、帰属先が決まらず石田三成が引き取った者の3つに分かれることとなり、春忠にとっては隆景に仕えるようになってから47年ぶりとなる毛利氏への帰参となった。
同年9月6日付けの輝元書状によると、輝元は側近の木原元定を三原に派遣して包久景相や春忠らを含む三原に残留した隆景遺臣（三原衆）と相談の上で三原の統治に当たらせており、その後、三原衆は隆景の遺領において給地を与えられ、備後国鞆における番所普請に動員される等、まとまって夫役を務めている。
慶長4年（1599年）2月6日に輝元が春忠と木原元定に書状を送り、国割の事について佐世正勝を派遣して各々へ申し届けて法度以下も堅固に申し付け、鵜飼元辰もやがて派遣するので相談するように命じており、隆景遺臣が輝元権力の強い統制下に置かれていることが分かる。
同年閏3月に石田三成が失脚すると毛利秀元への知行分配案が見直され、秀元は長門国一国と隆景遺領を要求したが、輝元は長門国の領有は認める一方で隆景遺領については認めなかった。また、三成が失脚したことで、北部九州に残って三成の指揮下で活動していた隆景遺臣たちも毛利氏家中に編入されていき、慶長4年（1599年）末には小早川秀秋に仕える日野景幸や清水宗之らを除く隆景遺臣のほとんどが毛利氏家中に編入されることとなった。

### 毛利氏出奔
慶長4年（1599年）、毛利輝元が福原広俊を徳川家康のもとに派遣して嫡男・松寿丸（後の毛利秀就）の着袴の儀を依頼し、4月13日には家康の承諾を得たため、準備を整えた松寿丸は8月初旬に大坂へ向けて出発したが、その途中に備後国三原に立ち寄り、春忠の屋敷に宿泊して多大な饗宴を受けている。
慶長5年（1600年）の関ヶ原の戦いの結果、毛利氏が長門国と周防国の2ヶ国に減封されると、輝元は所領削減に対応するために毛利氏への忠誠が薄い者が多いと見なした隆景遺臣の多くを防長2ヶ国への移封に随伴しないこととした。そのため、随伴した隆景遺臣たちにとって毛利氏家中は居心地の良いものではなかったと思われ、春忠と嫡男の景貞は関ヶ原の戦い以後に細川忠興に仕えた隆景遺臣である村上景広、包久景真、三刀屋氏から、毛利氏家中において我慢することができなければ細川家へ来るようにとの誘いを受けているが、春忠父子はこの誘いを断っている。
春忠の嫡男・景貞と粟屋景雄についてはその動向について怪しむ噂が流れていたことから、粟屋景雄の兄弟である粟屋元貞を通じて自重するよう働きかけられており、慶長6年（1601年）10月10日に井上景貞は佐世元嘉に起請文を提出して、春忠共々出奔の意思はなく毛利氏に残る意思を表明している。
しかし、同年11月に粟屋景雄が毛利氏を出奔し、閏11月には春忠・景貞父子も毛利氏を出奔した。春忠・景貞父子の出奔について粟屋元貞は閏11月15日の朝に福原広俊から伝えられており、元貞は起請文を提出して自らは毛利氏を出奔する意思が無いことを示した。
春忠のその後の消息については、文化13年（1816年）に成立した毛利氏家臣の系図をまとめた『長陽従臣略系』によると関ヶ原の戦いで伊予国松山20万石に加増転封された加藤嘉明に仕えて伊予国で死去したと記されており、小早川隆景に仕えて伊予国内に精通していた春忠父子の能力を買った加藤嘉明に仕官を誘われたと推測されている。
なお、小早川氏の菩提寺である三原の米山寺近くの小高い山の隆景の墓を見守る位置に春忠夫妻の墓と伝えられる2基の花崗岩製の宝篋印塔があり、春忠のものとされる宝篋印塔には「紹忍」の法名と慶長3年（1598年）11月4日の日付が刻まれている。

## 子孫
伊予国で死去したとされる春忠とは異なり、嫡男の景貞は伊予松山藩からも離れて大坂で死去した。景貞の子である井上元景は毛利氏に帰参して初めは長府藩、後に萩藩（長州藩）に仕えたが、元景の子である井上就相の代に断絶した。就相の弟の井上瀬兵衛は広島藩浅野家に仕えて1000石を与えられ、子孫は広島藩士として続いた。
春忠の次男である直忠（宗右衛門）は三原に土着して町人となり、子孫は東町の年寄役を代々務める角屋十左衛門家として続いた。

## 逸話
- 備後国三原の鋳物師の大工である吉井彦左衛門尉信正にしばしば梵鐘を作らせており、天正4年（1576年）4月に隆景の居城である新高山城の撞鐘を、天正8年（1580年）2月には「三原時之鐘」を作成させている[95]。「三原時之鐘」は三原の妙正寺に現存し、昭和37年（1962年）5月28日に三原市の重要文化財に指定されている。一方、新高山城の撞鐘は現存せず、洞春寺の開山となる禅僧・嘯岳鼎虎の語録である『嘯岳鼎虎禅師語録』にその銘文稿本が残るのみである[95]。
- 春忠が備前国に在陣した際に備前国の一宮である吉備津彦神社の神主・大森幸秋から祈念の巻数と銭30疋を贈られ、年不詳5月3日付けで返礼の書状を送っている[96]。
- 備後国三原の大和和木八幡宮に残された天正5年（1578年）9月13日付けの棟札の写しは、大檀那・大願主と仰がれた井上春忠の家臣たちが、その裏や表に自分や妻子の名前や生年を書き上げ、寄与の度合いも示しており、戦国時代末期に社殿の造営関係者の名前を出来るだけ棟札に書き上げようとする傾向が表れた一例である[97]。

## 関連作品
- 『毛利元就』（1997年、NHK大河ドラマ、演：生瀬勝久）